# Pidhirne, Cernihiv
Pidhirne (în ucraineană Підгірне) este un sat în comuna Piskî din raionul Cernihiv, regiunea Cernihiv, Ucraina.

## Demografie
Componența lingvistică a localității Pidhirne
     Ucraineană (96,03%)
     Rusă (3,17%)
     Alte limbi (0,79%)
Conform recensământului din 2001, majoritatea populației localității Pidhirne era vorbitoare de ucraineană (96,03%), existând în minoritate și vorbitori de rusă (3,17%).